# Alexander Kristoff
Alexander Kristoff  (n. Oslo, 5 de julho de 1987) é um ciclista norueguês, membro da equipa emirati UAE Team Emirates. É um dos melhores sprinteres da actualidade e a sua vez um dos mais reconhecidos clássico manos.

## Biografia
Devido à separação dos seus pais, Kristoff mudou-se aos seis anos de idade para Stavanger. Os seus inícios no ciclismo foi com o seu padrastro, o qual é um treinador de ciclismo. Em juvenis ganhou o campeonato nacional e foi quarto nos jogos olímpicos da dita categoria. Vencedor do título nacional em 2007 aos 20 anos, ganhou a prova amador dois anos mais tarde. Alinhou pela equipa estadounidense BMC Racing Team em 2010, onde competiu 2 anos e a partir de 2012 o faz pela Katusha.
Em 2014 conseguiu uma das suas vitórias mais importantes, ao impor-se na Milão-Sanremo, primeiro monumento ciclista da temporada, depois de vencer ao sprint ao suíço Fabian Cancellara e ao britânico Ben Swift. Também, em julho impôs-se em duas etapas ao sprint no Tour de France 2014, na 12.ª bateu com superioridade ao eslovaco Peter Sagan e na 15.ª ganhou numa etapa terminada em Nimes.
Na temporada de 2015 ficou na segunda posição na Milão-Sanremo, depois de ser batido pelo alemão John Degenkolb num sprint em massa. Mas no Tour de Flandres, segundo monumento da temporada, conseguiu levar-se a vitória depois de lançar um ataque a 30 quilómetros da meta junto ao neerlandês Niki Terpstra, o qual bateu com superioridade na linha de meta localizada na cidade de Oudenaarde, obtendo assim o seu segundo monumento na sua carreira desportiva e ser o primeiro norueguês a ganhar esta prova. Kristoff já vinha de dar uma exibição nos Três Dias da Panne, ao ganhar três de quatro etapas, ficar terceiro na contrarrelógio final e se levar a geral por adiante de Stijn Devolder e Bradley Wiggins.

## Palmarés
| 2007 - Campeonato da Noruega em Estrada 2008 - 1 etapa do G. P. Ringerike 2009 - 1 etapa do G. P. Ringerike - 2º no Campeonato da Noruega em Estrada 2011 - Campeonato da Noruega em Estrada 2012 - 1 etapa dos Três Dias da Panne - 3º no Campeonato da Noruega em Estrada - 3º no Campeonato Olímpico em Estrada - 1 etapa da Volta a Dinamarca 2013 - 1 etapa dos Três Dias da Panne - 3 etapas do Tour da Noruega - 1 etapa da Volta à Suíça - 2º no Campeonato da Noruega em Estrada - 1 etapa do Tour dos Fiordos 2014 - 1 etapa do Tour de Omã - Milão-Sanremo - Grande Prêmio de Frankfurt - 2 etapas do Tour da Noruega - Tour dos Fiordos, mais 3 etapas - 2 etapas do Tour de France - 2 etapas da Arctic Race da Noruega - Vattenfall Cyclassics 2015 - 3 etapas do Tour de Provar - 1 etapa do Tour de Omán - 1 etapa do Paris-Niza - Três Dias da Panne, mais 3 etapas - Tour de Flandres - Scheldeprijs - 2 etapas do Tour da Noruega - 3 etapas do Tour dos Fiordos - G. P. Kanton Aargau - 1 etapa da Volta à Suíça - 1 etapa da Arctic Race da Noruega - Grande Prêmio de Plouay | 2016 - 3 etapas do Tour de Provar - 2 etapas do Tour de Omã - 1 etapa dos Três Dias da Panne - Grande Prêmio de Frankfurt - 1 etapa do Tour da Califórnia - 2º no Campeonato da Noruega em Estrada - 1 etapa da Arctic Race da Noruega - Tour dos Fiordos, mais 3 etapas 2017 - 1 etapa da Estrela de Bessèges - 3 etapas do Tour de Omã - 1 etapa dos Três Dias da Panne - Grande Prêmio de Frankfurt - RideLondon-Surrey Classic - Campeonato Europeu em Estrada - 1 etapa da Arctic Race da Noruega - 2º no Campeonato Mundial em Estrada 2018 - 1 etapa do Tour de Omã - 1 etapa do Tour de Abu Dhabi - Grande Prêmio de Frankfurt - G. P. Kanton Aargau - 1 etapa do Tour de France 2019 - 1 etapa do Tour de Omã - Gante-Wevelgem |

## Resultados em Grandes Voltas e Campeonatos do Mundo
| Carreira           | 2006 | 2007 | 2008 | 2009 | 2010 | 2011 | 2012 | 2013 | 2014 | 2015 | 2016 | 2017 | 2018 |
| ------------------ | ---- | ---- | ---- | ---- | ---- | ---- | ---- | ---- | ---- | ---- | ---- | ---- | ---- |
| Giro d'Italia      | -    | -    | -    | -    | -    | 157º | 149º | -    | -    | -    | -    | -    | -    |
| Tour de France     | -    | -    | -    | -    | -    | -    | -    | 147º | 125º | 130º | 149º | 130º | 114º |
| Volta a Espanha    | -    | -    | -    | -    | -    | -    | -    | -    | -    | -    | -    | -    | -    |
| Mundial em Estrada | -    | -    | -    | -    | 69º  | -    | -    | -    | 8º   | 4º   | 7º   | 2º   | -    |

-: não participa

Ab.: abandono

## Equipas
- Glud & Marstrand Horsens (2006)
- Maxbo/Joker (2007-2009)
  - Team Maxbo-Bianchi (2007)
  - Joker-Bianchi (2008-2009)
- BMC Racing Team (2010-2011)
- Katusha (2012-2017)
  - Katusha Team (2012-2013)
  - Team Katusha (2014-2016)
  - Team Katusha-Alpecin (2017)
- UAE Team Emirates (2018-)